# Augenfleck (Abwehr)

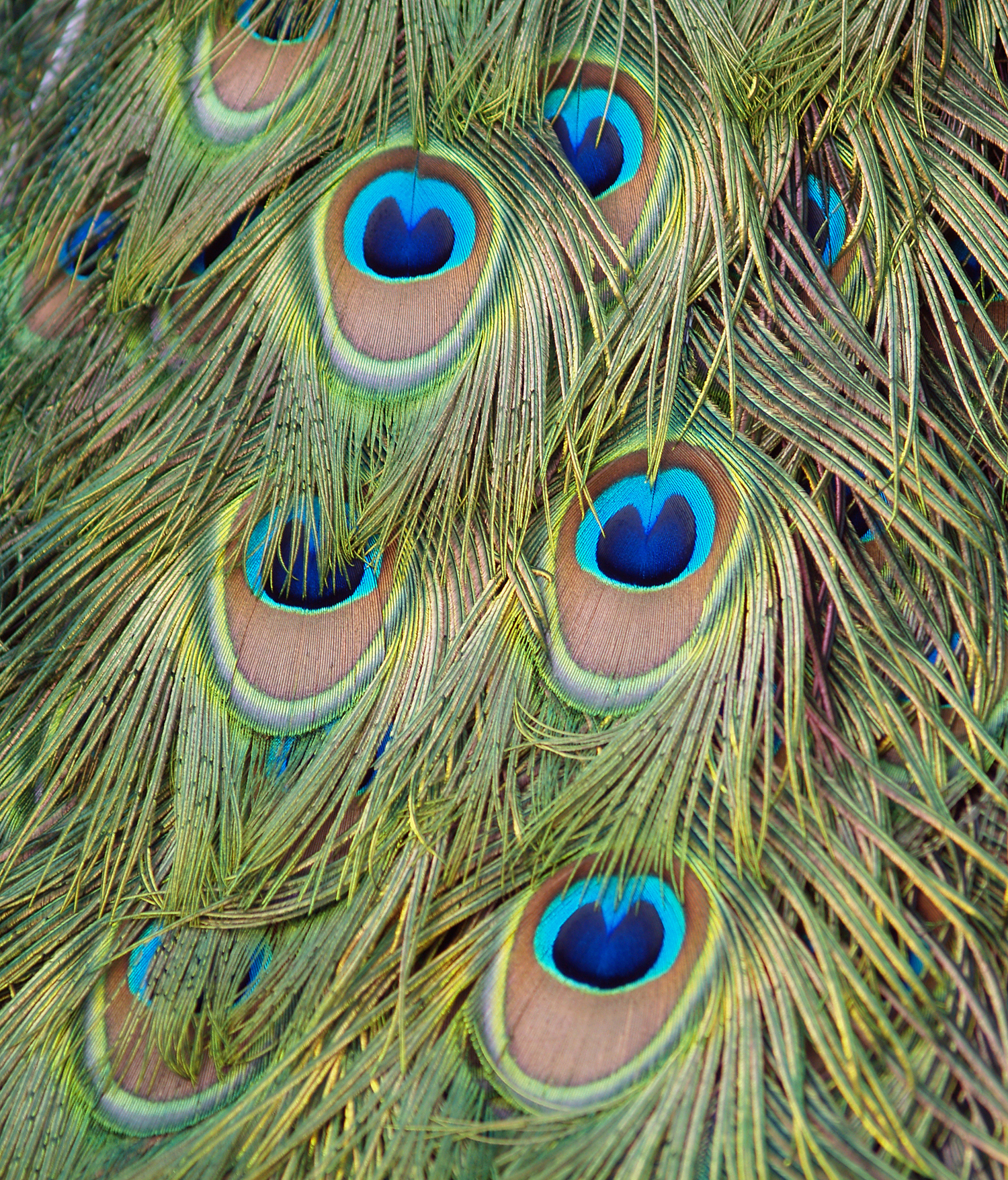
Augenflecken der verlängerten Schwanzfedern im Gefieder des männlichen Blauen Pfaus (Pavo cristatus)

Ein Augenfleck, auch Ozelle oder Ocelle (vom lateinischen „ocellus“ = kleines Auge), ist eine augenähnliche Zeichnung auf der Körperoberfläche von Tieren, deren Funktion variieren kann. Augenflecke sind unter anderem bei Fischen, Insekten, Vögeln und Säugetieren zu finden und haben sich in verschiedenen Taxa unabhängig voneinander entwickelt. Viele deutsche sowie wissenschaftliche Artnamen nehmen Bezug auf die Augenflecke, beispielsweise der des Abendpfauenauges (Smerinthus ocellatus).

## Beschreibung

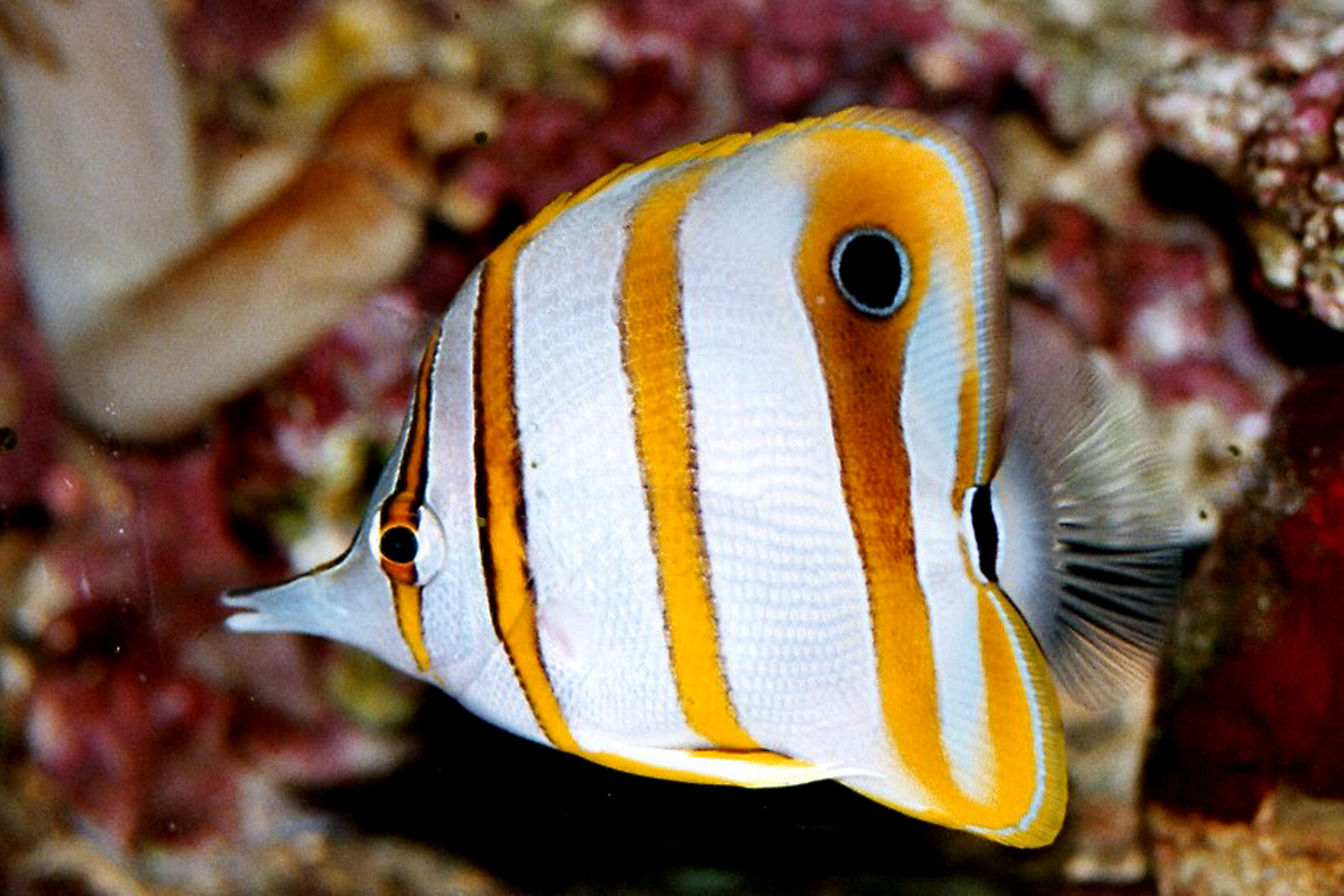
Augenfleck bei einem Kupferstreifen-Pinzettfisch (Chelmon rostratus)

Augenflecke erscheinen als kreis-, oval- oder eiförmige Flächen auf der Körperaußenseite von Tieren. Sie sind unterschiedlicher Größe, auch bei einem Lebewesen mit mehreren Augenflecken können sie sich untereinander im Ausmaß erheblich unterscheiden. Sie können als schwarzer oder dunkler Kreis, umsäumt mit einem Ring heller Farbe, oder umgekehrt ausgebildet sein.
Um die Authentizität von Augenflecken zu erhöhen, werden Totalreflexionen (auch Glanzlichter genannt) imitiert, welche sich als weiße Sicheln äußern und meist nach oben gerichtet sind. Die Glanzlicht-Imitationen von Schmetterlingen reflektieren UV-Licht und erscheinen daher auch Vögeln und Reptilien weiß. Mittels Attrappen wurde festgestellt, dass Augenflecke mit Glanzlicht-Imitationen seltener angegriffen wurden als solche ohne Glanzlichter. Entscheidend war auch die Ausrichtung der Glanzlichter nach oben, um eine natürliche Situation zu simulieren. Fische bilden in ihren Augenflecken keine Glanzlichter aus, da wegen des ähnlichen Brechungsindexes von Hornhaut und Wasser auch am echten Auge kein Glanzlicht entsteht.

## Ökologie und Verhaltensbiologie

### Funktion „Täuschung“

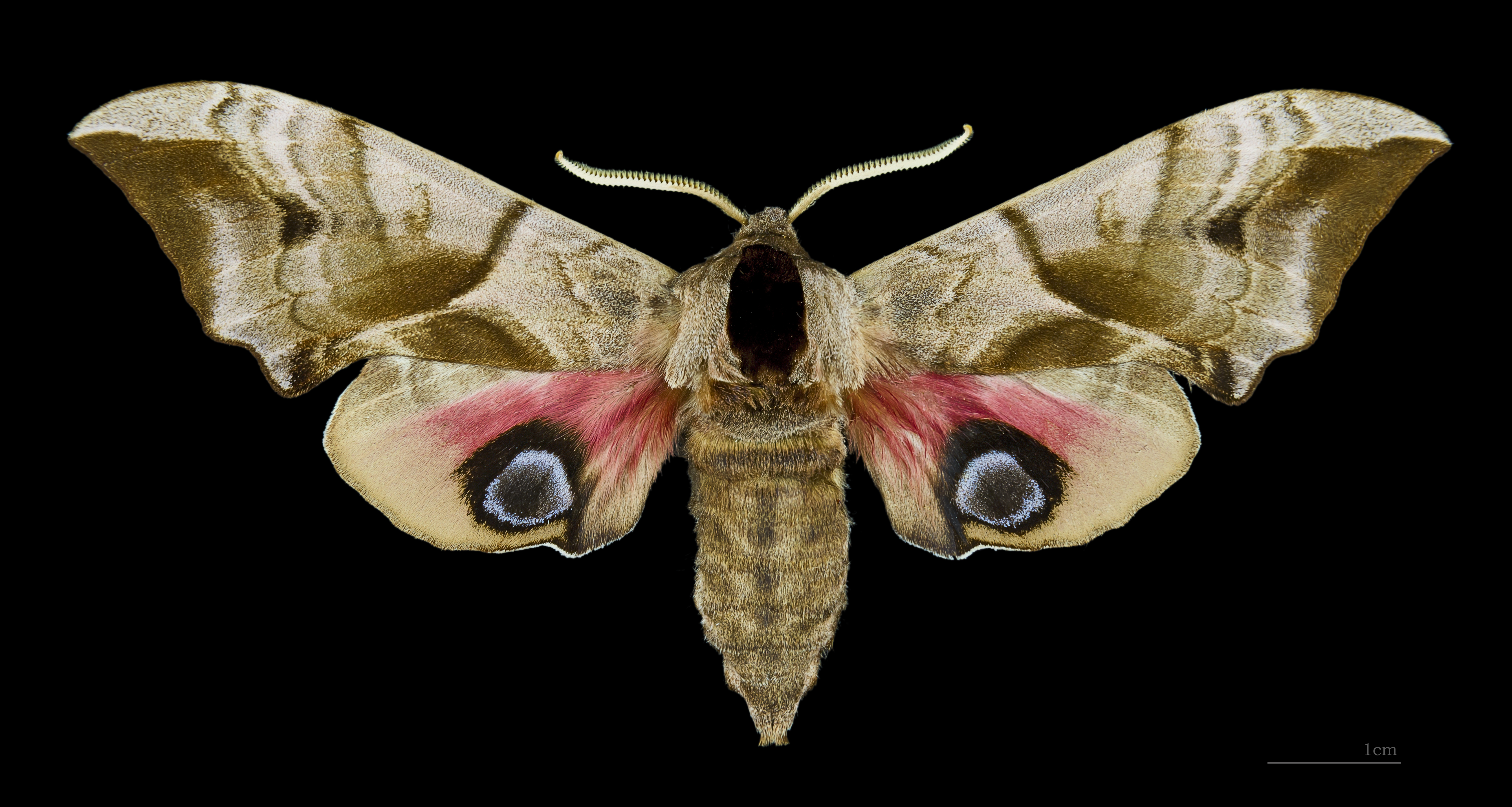
Beim Abendpfauenauge (Smerinthus ocellatus) befinden sich die Augenflecken auf der Oberseite der Hinterflügel

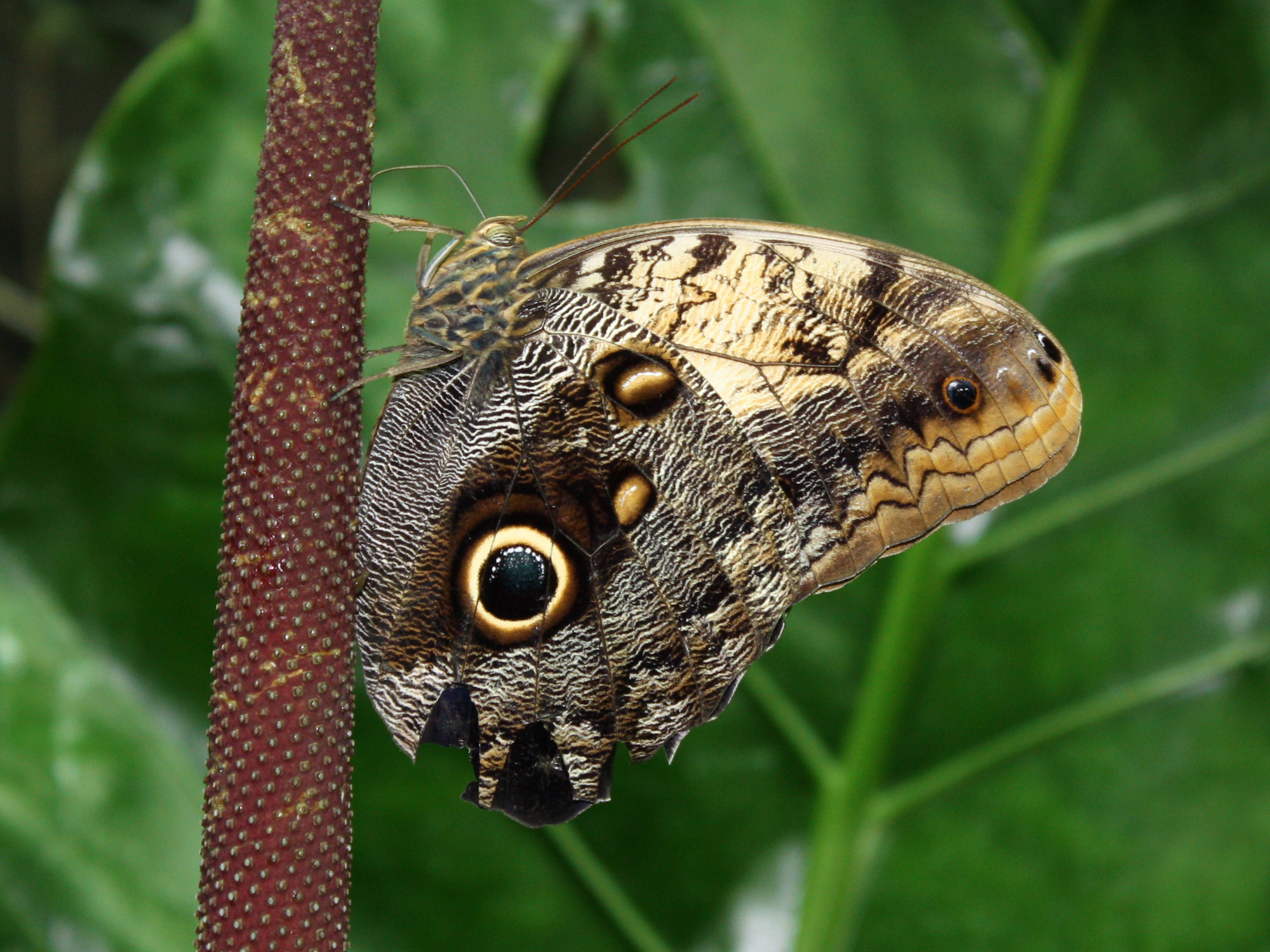
Caligo memnon täuscht dem territorialen Fressfeind, einer Anolis-Echse, einen Artgenossen vor.

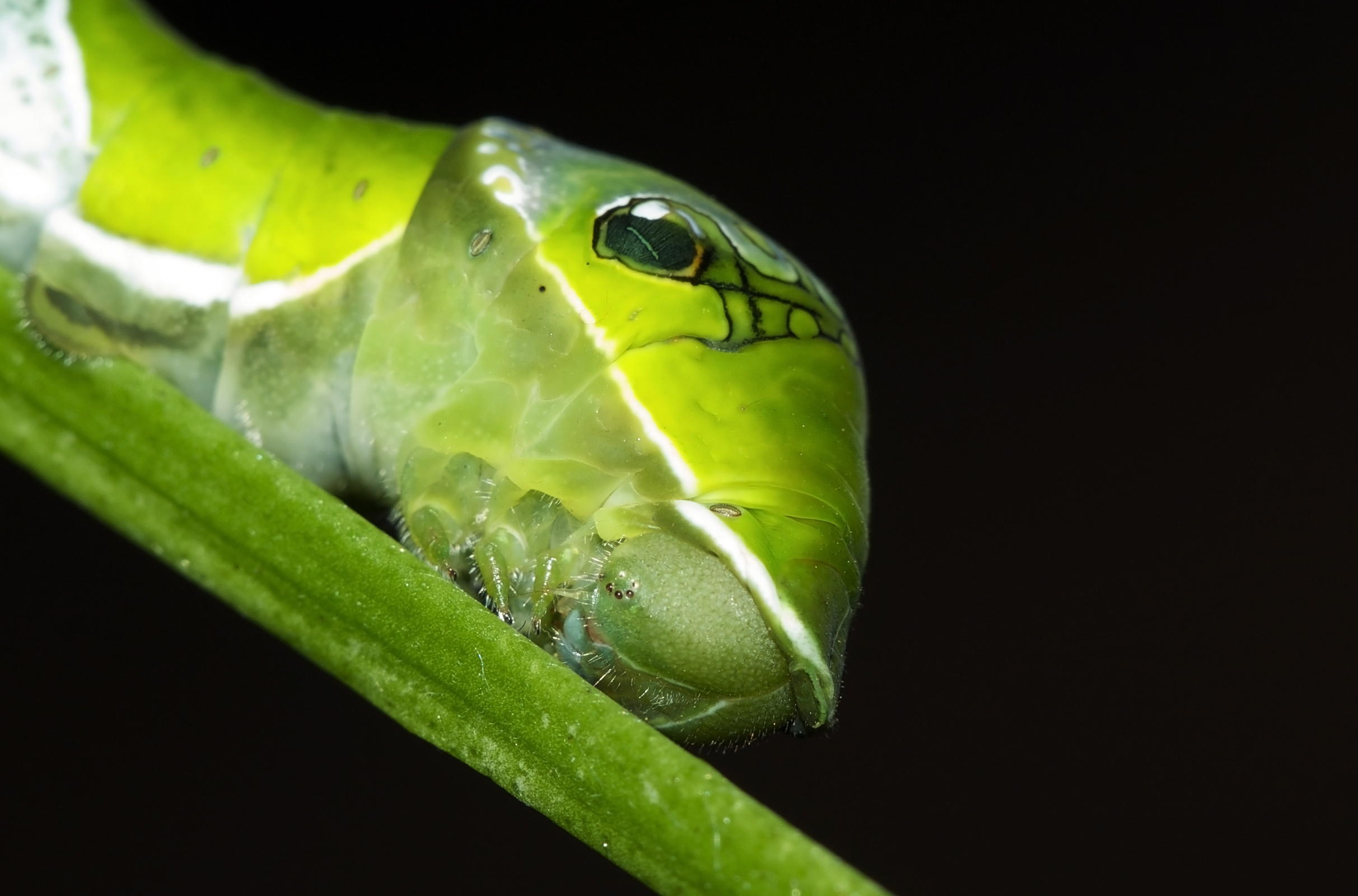
Die Raupe des Papilio bianor sieht mit ihren Augenflecken auf den Schultern dem Kopf einer Schlange ähnlich.

Häufig dient der Augenfleck zur Abwehr von Fressfeinden und wird dann den sekundären (aktiven) Abwehrmechanismen zugeordnet. Das Abendpfauenauge beispielsweise spreizt bei Bedrohung plötzlich ihre tarnfarbenen Vorderflügel und lässt die Augenflecken auf der Oberseite der Hinterflügel erscheinen. Der Schreckmoment beim Prädator wird vom Abendpfauenauge genutzt, um sich aufzuwärmen – eine Voraussetzung für die Flucht. Obwohl kleine Vögel vornehmlich kleine Punkte angreifen, schrecken sie vor großen Augenflecken wie jene des Tagpfauenauges zurück, insbesondere wenn die Augenflecken dreidimensional erscheinen oder konzentrisch sind und sich zusätzlich durch langsame Flügelbewegungen langsam bewegen, um schleichende Prädatoren zu imitieren. Auch die Raupe des Weinschwärmers (Deilephila elpenor) verstärkt bei Gefahr mithilfe des Verhaltens die Mimikry: Sie zieht den Kopf ein, sodass sich die Augenflecken weiten und der Kopf dank der Verdickung dem einer Schlange ähnelt. Zusätzliches Hin- und Herbewegen des Körpers intensiviert den Effekt. Beim Augenfleck-Mirakelbarsch (Calloplesiops altivelis) hat der Augenfleck eine Änderung im Schwimmverhalten zur Folge: Der Fisch schwimmt bei Gefahr rückwärts aus seinem Versteck, beispielsweise einer Felsspalte, da der Augenfleck auf der übergroßen Rückenflosse sitzt, die in ihren Proportionen der gefährlichen Netz- und Perlenmuräne gleicht.
Augenflecke müssen nicht zwingend Fressfeinde von Fressfeinden imitieren, um abschreckend zu wirken: Das Flügelbild einiger Caligo-Arten erscheint als Kopf-Imitation von Anolis-Echsen, einem Fressfeind der Schmetterlinge, der sich sehr territorial verhält und deshalb Artgenossen vornehmlich meidet. Das Bild zeichnet sich aus durch einen großen Augenfleck und einen kleineren Augenfleck, der das Trommelfell darstellen könnte. Hinzu kommt eine dunkle Färbung, um den Körper der Echse zu imitieren. Weiterhin liegt der Augenfleck auf der Flügelunterseite, kann also nicht die Frontalansicht eines Räubers darstellen, sondern vielmehr eine Echse, die kopfüber am Baum sitzt.
Augenflecken dienen auch dazu, Angriffe von Prädatoren, die vornehmlich auf den Kopf erfolgen, auf unempfindliche Teile des Körpers zu lenken. So haben Schmetterlinge mit Augenflecken öfter verletzte Flügel als Zeichen von Angriffen von Vögeln und daraus folgendes Überleben als Schmetterlinge ohne Augenflecken. Tiere, die Augenflecken zu dieser Funktion nützen, haben entsprechend gut getarnte empfindliche Körperstellen, welche dann vornehmlich nicht angegriffen werden und dem Tier nach einem Angriff erlauben zu fliehen. Um die Täuschung zu verbessern, können bei Schmetterlingen, beispielsweise Vertreter von Bläulingen, am Hinterende auch "falsche Fühler" ausgebildet sein, was zur Kopfmimikry führt. Darüber hinaus kann diese Art der Täuschung beim Räuber eine Flucht in eine bestimmte Richtung erwarten lassen. Tatsächlich flieht die Beute in die entgegengesetzte Richtung und hat dadurch höhere Fluchtchancen.
Feldexperimente mit Attrappen von Gnomenzwergkäuzen (Glaucidium gnoma) bekräftigten die Hypothese, dass Augenflecken am Hinterkopf das Hassen beeinflussen. Der Grund dürfte sein, dass hassende Vögel den großen Augenflecken auf dem Hinterkopf mehr Relevanz zumessen als den kleineren Augen und deshalb den Gnomen-Sperlingskauz nicht von hinten hassen. Weil die hassenden Vögel den Gnomen-Sperlingskauz von vorne angreifen, sind sie für den Gnomen-Sperlingskauz beobachtbar, leichter angreifbar und können sogar erbeutet werden.

### Funktion „Kommunikation“
Die Augenflecken können auch ein Produkt intersexueller Selektion sein. So bevorzugen Weibchen von Blauen Pfauen (Pavo cristatus) Männchen mit den meisten, schillerndsten und kontrastreichsten Augenflecken. Dieses Verhalten wird mit dem Handicap-Prinzip erklärt, weil die komplexen Augenflecken und das Rad des Männchens aufwändig in Produktion und Unterhaltung sind, aber auch weil sie den Pfau während der Flucht behindern.
Auch bei Schmetterlingen besteht bei der Ausprägung der Augenflecken starker Geschlechtsdimorphismus, beispielsweise bei Hypolimnas bolina. Der Dimorphismus ist wahrscheinlich auf sexuelle Selektion zurückzuführen und dient den Männchen der Erkennung von weiblichen Artgenossen.